# Victor Nelsson
Victor Enok Nelsson (født 14. oktober 1998 i Hornbæk) er en dansk fodboldspiller, der spiller som midterforsvarer for den italienske Serie A klub A.S. Roma, lejet fra tyrkiske Galatasaray. Han har tidligere spillet for F.C. København, hvortil han kom fra FC Nordsjælland i sommeren 2019.

## Karriere
Nelsson startede med at spille fodbold, da han var fire år gammel i Hornbæk IF, hvor hans far også var træner. Senere hen blev han kontaktet af talentspejdere, og den 25. marts 2010 skiftede han til FC Nordsjælland.

### FC Nordsjælland
Nelsson fik sin debut for FC Nordsjælland den 12. september 2016, da han blev skiftet i det 87. minut i stedet for Mathias Jensen i et 1-3-nederlag til AGF.
Nelsson skrev under på sin første professionelle kontrakt den 14. oktober 2016 og blev samtidig rykket op i førsteholdstruppen. Han fik hurtigt succes på førsteholdet og endte med at blive holdets anfører.

### FC København
Efter sin succes i Nordsjælland skiftede Nelsson i juli 2019 til F.C. København, hvor han fik en femårig kontrakt. Nelson opnåede i alt 85 kampe for FCK, heraf 63 superligakampe.

### Galatasaray
Den 11. august 2021 blev det offentliggjort, at Nelsson var solgt til Galatasaray for 7 millioner euro, som skulle betales over fem år. Derudover blev spillerens ensidige frikøbsklausul ifølge aftalen fastsat til 25 millioner euro.
Nelsson vandt Süper Lig 2022-23 med Galatasaray, ved at besejre Ankaragücü 4-1 på udebane den 30. maj 2023.

## Privatliv
Nelsson er i et forhold med sin mangeårige kæreste, Sofie B. Christiansen. I april 2023 annoncerede parret, at de ventede deres første barn.